# Чиатура (футбольний клуб)
«Чиатура» (груз. ჭიათურა) — професіональний грузинський футбольний клуб з однойменного міста. Виступає на «Стадіоні імені Тимура Маградзе», який було відкрито в 1964 році, місткістю 11 700 глядачів. 

## Хронологія назв
- 1936—2008: Магароелі (Чиатура)
- З 2008: СК «Чиатура»

## Історія

Старий логотип клубу

Заснований у 1936 році як «Магароелі» (Чиатура). В радянський період виступав переважно в регіональних футбольних змаганнях. Проте взяв участь у третьому розіграші Другої ліги радянського чемпіонату, а також зіграв 1 матч у кубку СРСР. 1 квітня 1967 року «Магароелі» з рахунком 0:1 поступився «Зугдіді». У 1975 році став переможцем чемпіонату Грузинської РСР, а також двічі був володарем кубку Грузинської РСР. 
У 1991 році через землетрус призупинив свої виступи. У сезоні 1991/92 років став бронзовим призером Ліги Пірвелі. Наступного сезону «Магароелі» фінішував на 2-му місці в Лізі Пірвелі й здобув путівку до Ліги Еровнулі на сезон 1993/94 років. Виступав у вищому дивізіоні грузинського чемпіонату й у сезоні 1997/98 років. Загалом у Лізі Еровнулі зіграв 66 матчів. Найбільшу перемогу в вищому дивізіоні грузинського чемпіонату здобув 3 вересня 1993 року проти «Металурга» (Руставі) (4:0). Найбільша поразка клубу з Чиатури у Вищому дивізіоні була зафіксована 3 квітня 1994 року (0:8) у поєдинку з тим же «Металургом» (Руставі).
У 2000 році вилетів до Ліги Регіоналі. У Лізі Пірвелі виступав з 2004 року й по завершення сезону 2015/16 років. 

## Досягнення
- Чемпіонат Грузинської РСР
  -  Чемпіон (1): 1975

- Кубок Грузинської РСР
  -  Володар (2): 1978, 1979

- / Ліга Пірвелі
  -  Чемпіон (2): 1997, 2008
  -  Бронзовий призер (2): 1992, 1996

## Відомі гравці
- Лаша Челідзе